# 4,5-дюймовая пушка
4,5-дюймовая пушка (англ. BL 4.5-inch Medium Field Gun — «4,5-дюймовая средняя полевая пушка картузного казённого заряжания») — 114-мм британское артиллерийское орудие времён Второй мировой войны.

## Описание
К концу 1930-х годов срок службы 60-фунтовых пушек образца 1905 года времен Первой мировой войны в британской армии подошел к концу. Был найден преемник, и началась работа над совершенно новой конструкцией, который приведёт к появлению 4,5-дюймовой полевой пушки казённого картузного заряжания (Ordnance BL 4.5 «Medium Field Gun»), среднего и дальнего действия, предназначенного для контрбатарейной стрельбы. Во время службы орудие находилось в полковом звене и использовалось как в британской, так и в канадской армиях во время Второй мировой войны.
4.5-дюймовая (114-мм) полевая пушка могла стрелять 25-килограммовыми осколочно-фугасными снарядами до 18 750 метров с зарядом 3 (Charge 3). Она примерно соответствовала вражеским немецким 105-мм и 150-мм гаубицам по дальности и огневой мощи.
Ради удобства и технологичности вариант пушки под индексом Mark 1 был спроектирован для стрельбы с каретки 60-фунтовой пушки. Пушка Mark 2 была предназначена для стрельбы с колёсного станка с раздвижными станинами, который также использовался в 5,5-дюймовой пушке, которая заменила 6-дюймовую гаубицу образца 1915 года. Были небольшие различия между Mk 1 и Mk 2, но максимальная дальность была почти одинаковой. Пушка Mark 1 была впервые выпущена в 1938 году и ею был оснащён один или два полка Британских экспедиционных сил, где она приняла своё боевое крещение. Также снабжён по крайней мере один полк в Североафриканской кампании, и некоторые орудия были потеряны в Греции. 4,5-дюймовая Mk 1 иногда принимается за 60-фунтовую пушку. Оба варианта обычно буксировались средним артиллерийским тягачом AEC Matador с колёсной формулой 4×4. Немцы дали трофейным пушкам обозначение 11,4 cm 365 (e).
В 1941 году 114-миллиметровое орудие было установлено на стандартный станок, общий для артиллерийских систем 4,5 и 5,5 дюйма. Это орудие получило обозначение Mark 2. Выпуски орудий Mk 2 на общем станке пушечного дуплекса начались в 1941 году и использовались в северной Африке, Италии и северо-западной Европе. Пушка была снята с вооружения боевых частей в 1945 году, затем переведена в учебные части и в 1959 году окончательно выведена из армейской эксплуатации в Великобритании.
Так же эти пушки выпускались в США. С сентября 1942 по февраль 1944 года выпустили 426 орудий (1942 — 41, 1943—345, 1944 — 40). Американская 4,5-дюймовая пушка M1 использовала схожую конструкцию снаряда. Эта конструкция была отмечена небольшим количеством ВВ (1,8 кг) в снаряде весом 25 кг), но полученные в результате более крупные осколки подходили для его контрбатарейной роли. Помимо ОФС, другим типом снаряда была ракета, используемая для фиксирования целей для воздушной атаки.

## Варианты
- Mark I — пушечный дуплекс с 60-фунтовой пушкой, принята на вооружение в 1930-х годах, использовались Королевской артиллерией во Франции и Северной Африке во Второй мировой войне.
- Mark II — пушечный дуплекс с 5,5-дюймовой пушкой, использовалась во время Второй мировой войны с 1941 года британской и канадской артиллерией.